# Motte

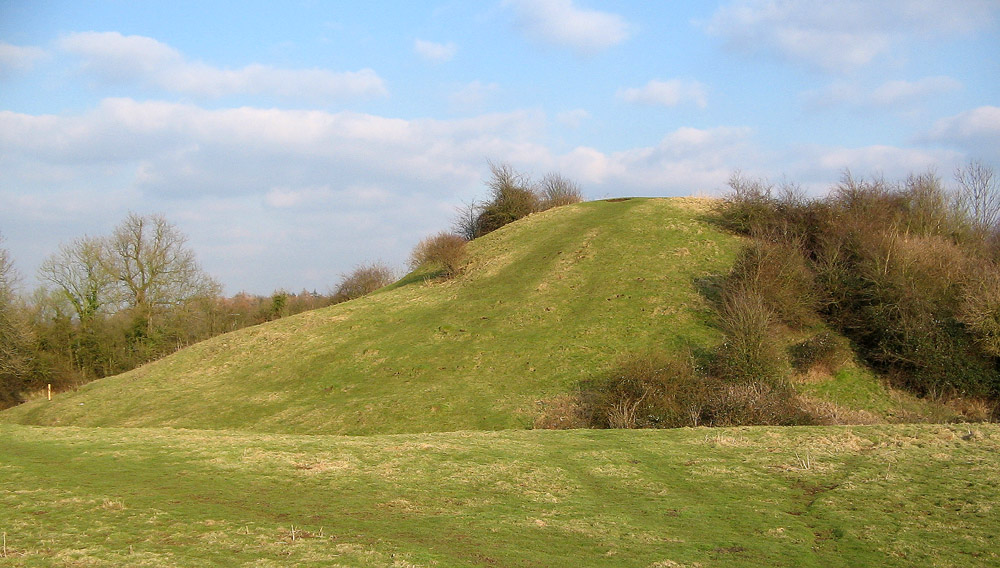
Zbytky motte v Brinklow ve Warwickshire v Anglii

Jako motte (mezinárodně používaný termín převzatý z francouzštiny; v češtině též motta) se označuje opevněné sídlo, které bylo vystavěno na uměle vytvořeném resp. speciálně upraveném přírodním návrší (v rovinatých oblastech), většinou ve tvaru komolého kužele. Motte často bývala obklopena příkopem nebo i soustavou několika příkopů (pokud situace dovolovala, tak zatopených vodou) a v její bezprostřední blízkosti se nacházelo slaběji opevněné předhradí, resp. aspoň hospodářský dvůr.
Opevnění typu motte byla stavěna snad už od konce 10. století, určitě ale v 11. století (Francie, Spojené království, Irsko, Holandsko, Německo), ve 13. a 14. století jsou motty doloženy i na území Polska, Rakouska a Česka. Ve střední Evropě je stavba mott spojována s nižší šlechtou, která si nemohla existenčně dovolit vystavět jako své sídlo náročnější hrady, žila tedy v kontaktu s vesnickým zázemím, z kterého se tímto reprezentativním typem sídla zároveň sociálně vydělovala.

## Motty na českém území
- Aloch
- Drahlín
- Ervěnice
- Hluboký
- Hustopeče
- Kepkov u Konůvek
- Klučov
- „Kostelík“ u vsi Divice u Brumovic
- Kří
- Koválov u Židlochovic
- Kundratice
- Měšetice
- Mstěnice u Hrotovic
- Ostrov u Slaného
- Popice
- Psáře
- Rohy
- Smrk
- Tlestky u Jesenice
- Újezd
- Velké Bílovice
- Záluží
- Hukvaldy